# Angelo Damiano
Angelo Damiano (Napels, 30 september 1938) is een voormalig Italiaans wielrenner.
In 1963 won Damiano de sprint op de Middellandse Zeespelen, deze vonden plaats in zijn geboortestad Napels. Tijdens de Olympische Zomerspelen 1964 in het Japanse Tokio won Damiano samen met Sergio Bianchetto de gouden medaille op de tandem. Damiano Won in 1967 de bronzen medaille op de sprint tijdens de wereldkampioenschappen voor beroepsrenners.

## Resultaten
| Jaar | WK           | Olympische Zomerspelen | Middellandse Zeespelen |
| ---- | ------------ | ---------------------- | ---------------------- |
| 1963 |              |                        | sprint                 |
| 1964 |              | tandem                 |                        |
| 1967 | sprint profs |                        |                        |

1908: André Auffray & Maurice Schilles ·
1920: Thomas Lance & Harry Ryan ·
1924: Jean Cugnot & Lucien Choury ·
1928: Daan van Dijk & Bernard Leene ·
1932: Louis Chaillot & Maurice Perrin ·
1936: Carl Lorenz & Ernst Ihbe ·
1948: Renato Perona & Ferdinando Terruzzi ·
1952: Russell Mockridge & Lionel Cox ·
1956: Anthony Marchant & Ian Browne ·
1960: Giuseppe Beghetto & Sergio Bianchetto ·
1964: Sergio Bianchetto & Angelo Damiano ·
1968: Pierre Trentin & Daniel Morelon ·
1972: Igor Zjelovalnikov & Vladimir Semenets